# Élections législatives de 1918 aux îles Féroé
Les élections générales féroïennes se sont tenues le 24 avril 1918. Ce sont les premières élections générales de ces îles où les femmes peuvent voter, expliquant la hausse significative du nombre de votants. Elles sont marquées par la victoire du Parti de l'autogouvernement qui remporte 11 des 20 sièges composant le Løgting, bien que le Parti de l'union soit arrivé en tête de ces élections. Les indépendants disparaissent de cette Assemblée.

## Résultats
| Parti | Parti                       | Voix  | %     | +/-        | Sièges | +/-        |
| ----- | --------------------------- | ----- | ----- | ---------- | ------ | ---------- |
|       | Parti de l'union            | 2 969 | 50,26 | 12,38      | 9      | 1          |
|       | Parti de l'autogouvernement | 2 938 | 49,74 | 1,98       | 11     | 2          |
| Total | Total                       | 5 907 | 100   | stagnation | 20     | stagnation |